# Jesper Hougaard
Jesper Hougaard is een Deens professioneel pokerspeler. Hij won onder meer het $1.500 No Limit Hold'em-toernooi van de World Series of Poker 2008 en het £1.500 No Limit Hold'em-toernooi van de World Series of Poker Europe 2008. Daarmee werd hij de eerste speler ooit met zowel een WSOP als een WSOPE-titel achter zijn naam.
Hougaard had in mei 2011 in totaal meer dan $1.100.000,- gewonnen met pokertoernooien, cashgames niet meegerekend.

## Wapenfeiten
Hougaard kwam schijnbaar vanuit het niets toen hij in 2007 plotseling het €300 No Limit Hold'em World Headsup Poker Championship in Barcelona won, ten koste van 152 andere deelnemers. Het leverde hem behalve de titel ook $20.391,- op. Op het Main Event van de World Series of Poker 2007 werd hij later dat jaar 356e, goed voor $34.664,- en zijn eerste trans-Atlantische geldprijs.
Toen Hougaard afreisde naar de World Series of Poker 2008, bleek hij op weg naar zijn eerste WSOP-kampioenschap. In totaal mocht hij dat jaar drie geldprijzen ophalen in Nevada dankzij ook een 27e plaats in het $1.500 Pot Limit Omaha-toernooi en een 38e plaats in de $1.500 No Limit Hold'em - Shootout. Drie maanden na zijn geslaagde reis naar de Verenigde Staten toog Hougaard naar Londen om ook aan de tweede jaargang van de World Series of Poker Europe deel te nemen. Hij werd er 103 dagen na dato de allereerste spelers ooit die zowel een WSOP- als een WSOPE-toernooi won.
Hougaards hoogtepunten op de WSOP 2009 en 2010 waren minder opvallend, maar met wederom drie en één posities die samen recht gaven op meer dan $100.000,- prijzengeld (tegen $17.500 inleg), waren het wederom winstgevende expedities.

## WSOP-titel
| Jaar                              | Toernooi                | Prijs      |
| --------------------------------- | ----------------------- | ---------- |
| World Series of Poker 2008        | $1.500 No Limit Hold'em | $610.304,- |
| World Series of Poker Europe 2008 | £1.500 No Limit Hold'em | £144.218,- |